# Magharibi (huyện)
Magharibi là một huyện thuộc vùng Zanzibar West, Tanzania. Thủ phủ của huyện Magharibi đóng tại Mwanakwerekwe. Huyện Magharibi có diện tích ki lô mét vuông. Đến thời điểm điều tra dân số ngày 25 tháng 8 năm 2002, huyện Magharibi có dân số 184204 người.